# Johan Volny
Johan Volny (27 de abril de 1985, Jablonec nad Nisou, República Checa) es el alias de un actor pornográfico checo, que fue descubierto por el director Robert Boggs en el 2004 y trabajó en exclusiva para su productora AYOR Studios durante un año, antes de convertirse en modelo exclusivo para Eurocreme en el verano del 2005. Aunque Eurocreme produce en su mayoría películas pornográficas gay de sexo barebacking (sin condón), Johan firmó con la expresa condición de que podría usar condón en sus escenas, sin embargo, él aceptó realizar finalmente escenas "bareback", la primera de ellas en octubre de 2006, y luego a partir de marzo de 2007, cuando le ofrecieron un incentivo económico para que realizara dichas escenas.

## Filmografía
- 2004 - Team Training (Robert Boggs, AYOR Studios)
- 2005 - Blue Collar Buddies (Robert Boggs (como Alain Eclair), Tribal Pulse)
- 2005 - Young Men in Training (Robert Boggs, Jet Set International)
- 2005 - Twink Peaks (Robert Boggs, Pacific Sun)
- 2005 - Patrick se déchaîne (Robert Boggs, Tiger Prod/EXES)
- 2005 - College Cumfest (Robert Boggs, Blöc Hardcore/AYOR Studios)
- 2005 - Hot Summer Cruising (Robert Boggs, AYOR Studios), también llamada: Cruiz'n for Sex (Robert Boggs, INXS Studio)
- 2005 - College Cockhounds (Robert Boggs, Blöc Hardcore/AYOR Studios)
- 2006 - Alluring Cumback (Jan Novak, Bubble B)
- 2006 - SoldierBoy (Max Lincoln, Eurocreme)
- 2006 - Bare Encounters (Vlado Iresch, BARE)
- 2006 - Hard Riders (Vlado Iresch, Beau Mec)
- 2006 - Boys in the Snow (Vlado Iresch, Beau Mec)
- 2006 - Bareback Chalet Boys (Vlado Iresch, Punkz)
- 2006 - World Soccer Orgy part I (Vlado Iresch, Eurocreme Platinum)
- 2006 - World Soccer Orgy part II (Vlado Iresch, Eurocreme Platinum)
- 2006 - Sleazy Riders (Vlado Iresch, Blöc Hardcore)
- 2006 - Boys of Summer (Vlado Iresch, Beau Mec)
- 2006 - OfficeBoy (Max Lincoln, Eurocreme)
- 2007 - Raw Heroes (Vlado Iresch, Raw Films)
- 2007 - Gang Fuckers (Vlado Iresch, Studz)
- 2007 - Johan Volny's Showreel (Vlado Iresch, Eurocreme)
- 2007 - Boys in the Mountains (Vlado Iresch, Beau Mec)
- 2007 - World Rugby Orgy (Vlado Iresch, Eurocreme)
- 2007 - Raw Rivals (Vlado Iresch, Raw Films)
- 2007 - Bareback Jizz Club (Vlado Iresch, Filthy Punkz)
- 2007 - Summer Sweat (Vlado Iresch, Eurocreme)
- 2007 - LegionBoy (Simon Booth, Eurocreme)